# UFC on ESPN: Santos vs. Hill
UFC on ESPN: Santos vs. Hill (también conocido como UFC on ESPN 40 y UFC Vegas 59) fue un evento de artes marciales mixtas producido por Ultimate Fighting Championship que tuvo lugar el 6 de agosto de 2022 en las instalaciones del UFC Apex en Enterprise, Nevada, parte del área metropolitana de Las Vegas, Estados Unidos.

## Antecedentes
El combate de peso semipesado entre el ex retador al Campeonato de Peso Semipesado de laUFC Thiago Santos y Jamahal Hill encabezó el evento.
Las finales de peso pesado y peso mosca femenino de The Ultimate Fighter: Team Peña vs. Team Nunes tuvieron lugar en el evento.
Se esperaba que la ex Campeona de Peso Mosca de la KSW Ariane Lipski y Priscila Cachoeira se enfrenten en un combate de peso mosca en este evento. Anteriormente estaban programadas para pelear en UFC Fight Night: Błachowicz vs. Jacaré en noviembre de 2019, pero Cachoeira se retiró después de ser suspendida por el uso de un diurético. En el pesaje, Lipski pesó 128.5 libras, dos libras y media por encima del límite del combate de peso mosca. Se espera que el combate se celebre en el peso acordado y que Lipski reciba una multa del 20% de su bolsa, que será para Cachoeira. Sin embargo, el combate fue retirado de la cartelera el día del evento debido a que Lipski no tenía el alta médica y fue pospuesta para UFC on ESPN: Vera vs. Cruz.
Se esperaba un combate de peso pluma entre Nate Landwehr y Zubaira Tukhugov en el evento. Sin embargo, Tukhugov se retiró debido a las dificultades para conseguir la visa y fue sustituido por David Onama en UFC on ESPN: Vera vs. Cruz apenas una semana después.
Se esperaba un combate de peso wélter entre Jason Witt y Josh Quinlan en este evento, pero se retrasó una semana hasta UFC on ESPN: Vera vs. Cruz por razones desconocidas.
Con diez finalizaciones en diez combates, este evento empató a UFC Fight Night: Rockhold vs. Bisping en cuanto a la tasa de finalización de todos los combates en un solo evento de la UFC.

## Resultados
1. ↑  Final del torneo de peso pesado de The Ultimate Fighter 30.
2. ↑  Final del torneo femenino de peso mosca de The Ultimate Fighter 30.

## Premios de bonificación
Los siguientes luchadores recibieron bonificaciones de $50000 dólares.
- Pelea de la Noche: Jamahal Hill vs. Thiago Santos
- Actuacióm de la Noche:  Geoff Neal, Mohammad Usman, y Bryan Battle